# Александрувка (Кутновський повіт)
Александрувка (пол. Aleksandrówka) — село в Польщі, у гміні Жихлін Кутновського повіту Лодзинського воєводства.
Населення — 80 осіб (2011).
У 1975-1998 роках село належало до Плоцького воєводства.

## Демографія
Демографічна структура станом на 31 березня 2011 року:
|          | Загалом | Допрацездатний вік | Працездатний вік | Постпрацездатний вік |
| -------- | ------- | ------------------ | ---------------- | -------------------- |
| Чоловіки | 41      | 6                  | 29               | 6                    |
| Жінки    | 39      | 8                  | 22               | 9                    |
| Разом    | 80      | 14                 | 51               | 15                   |